# The Show Must Go On
 Ovo je članak o pjesmi glazbenog sastava Queen. Za hrvatski film iz 2010. pogledajte The Show Must Go On (2010).
"The Show Must Go On" je singl britanskog rock sastava "Queen". Nalazi se kao posljednja, dvanaesta skladba na albumu Innuendo. Singl je objavljen 14. listopada 1991. u UK i 1. studenog 1991. u SADu. Na "B" strani se nalazi prvi singl sastava Keep Yourself Alive iz 1973. koji je objavljen na albumu "Queen".
Po mnogima, jedna od najboljih pjesama svih vremena. Napisana je u suradnji sva četiri člana sastava uz najveći doprinos Maya i Mercuryja. Ujedno se i smatra oproštajnom pjesmom vokala Freddia Mercurya od ovog svijeta. U prenesenom značenju naslov "The show must go on" (Predstava se nastavlja), označivao bi nastavak života poslije njega, a nastao je kao reakcija na brojne spekulacije koje su se pojavljivale u tisku od kraja 80-tih godina o Mercuryjevom zdravlju.
Pošto se Mercury više nije mogao pojaviti pred kamerama za snimanje novog spota upotrebljeni su snimci ranijih uradaka od 1981. do 1991. godine.
Pjesma je objavljena na kompilaciji Greatest Hits II iz 1991. godine.
 Verzija uživo s Eltonom Johnom kao vokalom snimljena 1997. u Parizu (što je ujedno i posljednji nastup basista Johna Deacona sa sastavom) objavljena je na kompilaciji Greatest Hits III iz 1999. godine.

## Vanjske poveznice
- Tekst pjesme The Show Must Go On  Arhivirana inačica izvorne stranice od 27. veljače 2007. (Wayback Machine)